# Аеродром Малме
Аеродром Малме (швед. Malmö flygplats), локално познат и као Аеродром Стуруп, је међународни аеродром шведског Малмеа, смештен 28 km источно од града. То је четврта по величини промета ваздушна лука у Шведској, после Стокхолмске Арланде - 2018. године ту је превезено близу 2,2 милиона путника. Град је добио локално име по оближњем месту Стурупу. Услед близине данске престонице Копенхагена (свега 35 km), Аеродром Малме служи као резервни његовом аеродрому. са друге стране, Аеродром Копенхаген је ближи Малмеу него матични аеродром.
Аеродром Малме је седиште шведске авио-компаније „БРА Братернс Риџинал Ерјланс”, која је превозник у државним оквирима.